# Газовий каротаж
Газовий каротаж (рос. газовый каротаж, англ. gas logging, mud logging; нім. Gaskernen, Gaskarottage f) — метод дослідження свердловин, який ґрунтується на визначенні вмісту і складу вуглеводнів (газів, бітумів тощо) у промивній рідині.
Вперше запропонований і випробуваний в районі м. Грозний в 1934 р.
Промислове застосування отримав з початку 40-х рр. Г.к. застосовується для оперативного виділення ділянок, перспективних на нафту і газ в розрізі свердловини і прогнозної оцінки характеру їх насичення; інтервалів притоку пластового флюїду в свердловину або поглинання фільтрату промивальної рідини в пласт з метою запобігання аварійним ситуаціям; вимірювання параметрів режиму буріння.
Іноді Г.к. використовується при бурінні свердловин на вугіллі для визначення вмісту метану в одиниці органічної маси. Перспектива розвитку Г.к. пов'язана з переходом до комплексних досліджень з використанням сучасних ЕОМ.
Каротаж газовий (рос.карот(т)аж газовый, англ. mud logging, gas logging, нім. Gasmessung f im Bohrloch n, Gasanalyse f (der Spülung f), Gaskarot(t)age f, Gaskernen n) — визначення вмісту газів, головним чином вуглеводневих, що надходять в циркулюючий по свердловині буровий розчин з гірських порід, які перетинаються нею.
К. г. в сукупності з визначенням остаточної газоносності кернів використовується для визначення природної газоносності гірських порід, що перетинаються свердловиною.